# Johnny Lax
John Charles Lax, detto Johnny (Arlington, 23 luglio 1911 – Cambridge, 14 luglio 2001), è stato un hockeista su ghiaccio statunitense.

## Palmarès

### Olimpiadi invernali
- Bronzo a Garmisch-Partenkirchen 1936 nell'hockey su ghiaccio.